# Brontis Jodorowsky

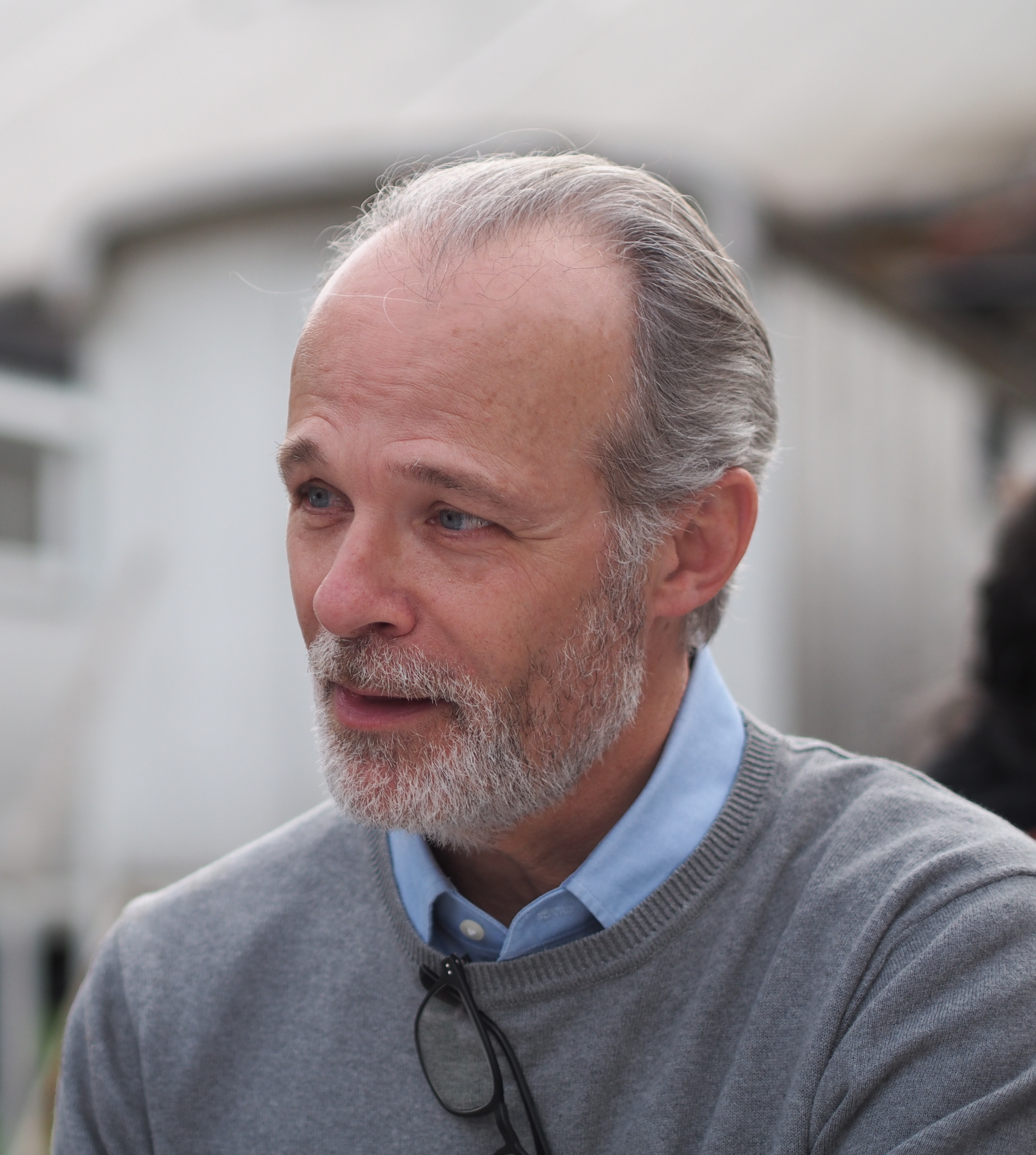
Brontis Jodorowsky, 2024

Brontis Jodorowsky (* 27. Oktober 1962 in Mexiko) ist ein mexikanisch-französischer Schauspieler und Theaterregisseur.

## Werdegang
Brontis Jodorowsky wurde in Mexiko als Sohn des chilenischen Regisseurs und Autors Alejandro Jodorowsky und der französischen Schauspielerin Bernadette Landru geboren. Durch seinen Vater kam er bereits früh mit dem Filmgeschäft in Kontakt. Schon mit acht Jahren wurde er in dem Western El Topo, bei welchem sein Vater Regie führte, für die Rolle des jungen Miguel besetzt.
Im Alter von zwölf Jahren war er zudem für die Rolle des Paul Atreides in einer geplanten Verfilmung von Frank Herbert Schience-Fiction-Klassiker Dune vorgesehen, bei welcher wiederum sein Vater als Regisseur fungieren sollte. Über zwei Jahre lang wurde er für diesen Part intensiv vorbereitet und in verschiedenen Kampfsportarten sowie im Umgang mit Schwertern und Messern unter harten Bedingungen trainiert. Am Ende kam der Film jedoch nicht zustande. Über jenes gescheitertes Projekt wurde 2013 der Dokumentarfilm Jodorowsky’s Dune veröffentlicht.
Seine Ausbildung zum Schauspieler absolvierte Jodorowsky in verschiedenen Pariser Theatern sowie an der New York Film Academy. In der Theaterszene von Paris ist er im Laufe der Zeit vor allem durch seine Atrides-Stücke bekannt geworden. Neben der Schauspielerei betätigt er sich seit vielen Jahren auch als Theaterregisseur. In dieser Position inszenierte er ab der Jahrtausendwende eine größere Reihe verschiedener Aufführungen, denen Werke von Künstlern wie Molière, Jean Genet oder Giuseppe Verdi zugrunde liegen.
Seine 1991 geborene Tochter, Alma Jodorowsky, ist heute eine in Frankreich bekannte Sängerin und Schauspielerin, die daneben auch  als Model arbeitet.

## Theater
| Jahr | Titel des Stücks (Verfasser)                                             | Position   |
| ---- | ------------------------------------------------------------------------ | ---------- |
| 1989 | La Nuit miraculeuse (Hélène Cixous)                                      | Darsteller |
| 1990 | Les Atrides: Iphigenie in Aulis (Euripides)                              | Darsteller |
| 1990 | Les Atrides: Orestie (Aischylos)                                         | Darsteller |
| 1991 | Les Atrides: Les Choéphores (Aischylos)                                  | Darsteller |
| 1992 | Les Atrides: Les Euménides (Aischylos)                                   | Darsteller |
| 1994 | La Ville parjure ou le Réveil des Erinyes (Hélène Cixous)                | Darsteller |
| 1995 | Le Tartuffe (Molière)                                                    | Darsteller |
| 1995 | Anthropologies (Pablo Abad)                                              | Darsteller |
| 1995 | Pierre et le loup (Sergei Prokofjew)                                     | Darsteller |
| 1995 | Le Songe d'une nuit d'été (William Shakespeare)                          | Darsteller |
| 1997 | Le Bon Dieu de Manhattan (Ingeborg Bachmann)                             | Darsteller |
| 1998 | Giacomo le tyrannique (Giuseppe Manfridi)                                | Darsteller |
| 1998 | Peines d'amour perdues (William Shakespeare)                             | Darsteller |
| 1999 | Danser à Lughnasa de (Brian Friel)                                       | Darsteller |
| 2000 | L’Ultime Chant de Troie (Euripides, Aischylos, Seneca und Paroujr Sewak) | Darsteller |
| 2000 | Le Médecin volant (Molière)                                              | Regisseur  |
| 2000 | Qu’est-ce que ça peut faire (Christian Ferrari)                          | Regisseur  |
| 2000 | Haute Surveillance (Jean Genet)                                          | Regisseur  |
| 2001 | Opéra panique (Alejandro Jodorowsky)                                     | Darsteller |
| 2001 | L’Évangile selon Judas (aus der Bibel)                                   | Darsteller |
| 2001 | Mon pauvre Fiedia (Fjodor Dostojewski)                                   | Darsteller |
| 2001 | En attendant Godot (Samuel Beckett)                                      | Darsteller |
| 2004 | Un homme est un homme (Bertolt Brecht)                                   | Darsteller |
| 2005 | Troïlus et Cressida (William Shakespeare)                                | Darsteller |
| 2005 | Merlin ou la terre dévastée (Tankred Dorst)                              | Darsteller |
| 2006 | Tragedy: a tragedy (Will Eno)                                            | Darsteller |
| 2006 | La Marquise d'O (Heinrich von Kleist)                                    | Darsteller |
| 2006 | L’Inattendu (Fabrice Melquiot)                                           | Regisseur  |
| 2009 | Le Gorille (Franz Kafka)                                                 | Darsteller |
| 2009 | Pelléas et Mélisande (Maurice Maeterlinck)                               | Regisseur  |
| 2009 | Le Gorille (Brontis Jodorowsky, Alejandro Jodorowsky)                    | Regisseur  |
| 2011 | Rigoletto (Giuseppe Verdi)                                               | Regisseur  |
| 2011 | L’Inattendu (Fabrice Melquiot)                                           | Regisseur  |

## Filmografie
- 1970: El Topo
- 1971: Pubertinaje
- 1974: El Muro Del Silencio
- 1981: Black Mirror
- 1989: Santa Sangre
- 1998: Matrimoni (Stimme)
- 1999: Gialloparma
- 2002: Largo Winch (Fernsehserie, 1 Episode)
- 2005: J’ai Vu Tuer Ben Barka
- 2007: Le Voyageur De La Toussaint (Fernsehfilm)
- 2007: Crime Scene Riviera (Section de recherches, Fernsehserie, 1 Episode)
- 2010: A Season Of Jodorowsky (Dokumentarischer Kurzfilm)
- 2012: Táu
- 2013: The Dance of Reality (La danza de la realidad)
- 2013: Jodorowsky’s Dune (Dokumentarfilm)
- 2015: Anton Tchékhov 1890
- 2016: Endless Poetry (Poesía sin fin)
- 2017: Opus Zero
- 2018: Phantastische Tierwesen: Grindelwalds Verbrechen (Fantastic Beasts: The Crimes of Grindelwald)
- 2024: The New Look (Fernsehserie)